# Nealcidion batesii
Nealcidion batesii es una especie de escarabajo longicornio del género Nealcidion, tribu Acanthocinini, subfamilia Lamiinae. Fue descrita científicamente por Kirsch en 1889.

## Descripción
Mide 15 milímetros de longitud.

## Distribución
Se distribuye por Colombia.